# Айх, Гюнтер
Гюнтер Айх (нем. Günter Eich; 1 февраля 1907, Лебус, Германия, — 20 декабря 1972, Зальцбург, Австрия) — немецкий (западногерманский) писатель. Член «Группы 47».

## Биография и творчество
Начало творческой деятельности относится к 1927 году. После Второй мировой войны выпустил первые сборники стихов («Метро», 1949, «Послание дождя», 1955, «К делу», 1964), принёсшие ему известность. Стихотворение «Inventur» стало знаковым для послевоенного времени, войдя во все поэтические хрестоматии. Его поэтические произведения, написанные в необычном стиле, созданном самим Айхом, отличаются гуманистической направленностью. Также писал радиопьесы, самая известная из которых — «Девушки из Витербо» (1953) — затрагивает тему вины немецкого народа за преступления фашизма. В конце жизни в творчестве автора все чаще и больше чувствовались пессимистические мотивы.
В ФРГ издано собрание сочинений Айха в 4-х томах (1991).
С 1953 года был женат на писательнице Ильзе Айхингер.

## Публикации на русском языке
Стихи Айха публиковались в СССР с 1960 г., среди их переводчиков были, в частности, Евгений Витковский и Вячеслав Куприянов; радиопьесы Айха переводили Юрий Архипов, Альберт Карельский и Марк Белорусец.

## Признание
Премия Георга Бюхнера (1959), премия Шиллера (1968) и др. На стихи Айха писали музыку В. Рим, Б. Фуррер и др.